# 국가통계포털
국가통계포털(KOrean Statistical Information Service, KOSIS)은 국가승인통계를 국민에게 서비스하기 위하여 통계정보를 한 곳에서 검색·분석·활용할 수 있도록 대한민국 통계청에서 구축하여 운영하고 있는 사이트이다.
2007년 7월 2일 홈페이지 서비스를 시작하였다.

## 서비스

### 국내통계
- 주제별 통계
- 기관별 통계
- e-지방지표

### 국제·북한통계
- 국제통계
- 북한통계

### 쉽게 보는 통계
- 대상별 접근
- 이슈별 접근
- 통계시각화콘텐츠
  - 100대 지표
  - 통계로 시간 여행
  - 해석남녀
  - 인구로 보는 대한민국
  - 나의 물가 체험하기
  - 통계로 보는 자화상
  - 지역경제상황판
  - 경기순환시계
  - 3D 인구 체험
  - 버블차트로 보는 통계
  - 세계속의 한국
  - 세상을 그리는 통계
  - 통계웹툰
  - 카드뉴스
  - 내가 말하는 통계

### 온라인간행물
- 주제별
- 명칭별
- 기획간행물